# Basisberoepsgerichte leerweg
De basisberoepsgerichte leerweg (bbl) is een opleidingsrichting binnen het voorbereidend middelbaar beroepsonderwijs (vmbo). Deze richting is bestemd voor leerlingen die meer op de praktijk zijn ingesteld. In feite kan er na de opleiding een ambacht binnen de gekozen specialisatie zonder verdere opleiding uitgeoefend worden. Echter, meestal kiezen leerlingen er voor om nog een verdere (beroepsgerichte)opleiding te doen alvorens te gaan werken.  Qua belasting is deze leerweg minder zwaar dan de kaderberoepsgerichte leerweg. De leerlingen doen examen in vier algemene vakken en een beroepsgericht vak. Het examenprogramma voor deze leerweg is minder uitgebreid dan die van de andere leerwegen binnen het vmbo en dus ook minder zwaar.